# Halve marathon van Egmond 2003
De halve marathon van Egmond 2003 vond plaats op zondag 12 januari 2003. Het was de 31e editie van de halve marathon van Egmond. De wedstrijd had dit jaar in totaal 11.030 inschrijvingen hetgeen iets minder was dan het jaar ervoor. Bij de mannen ging de hoogste eer naar Luc Krotwaar die lange tijd alleen aan kop van de wedstrijd liep. Bij de vrouwen was de tot Nederlandse genaturaliseerde Lornah Kiplagat het sterkst en kwam als eerste binnen in 1:12.28.
Le Champion organiseerde dit jaar ook voor het eerst een wandeltocht over 7 km en 21 km. De interesse voor deze primeur was overweldigend, want er kwamen 2.800 wandelaars op af. Hierdoor werd er in 2004 uitgeweken naar een ander weekend, waarbij het evenement ook nog eens opgewaardeerd werd naar een wandel tweedaagse met dit keer afstanden over 10 en 21 km.

## Uitslagen

### Mannen
| pos. | atleet                 | land      | tijd    |
| ---- | ---------------------- | --------- | ------- |
| 1    | Luc Krotwaar           | Nederland | 1:03.43 |
| 2    | Kamiel Maase           | Nederland | 1:04.36 |
| 3    | Wilson Kipkemboi Kigen | Kenia     | 1:05.22 |
| 4    | Simon Kiprop           | Kenia     | 1:05.40 |
| 5    | David Koech            | Kenia     | 1:05.44 |
| 6    | Sammy Chumba           | Kenia     | 1:06.08 |
| 7    | Koen Raymaekers        | Nederland | 1:06.19 |
| 8    | Hugo van den Broek     | Nederland | 1:06.30 |
| 9    | Aiduna Aitnafa         | Nederland | 1:06.33 |
| 10   | Vital Gahungu          | Burundi   | 1:06.52 |

### Vrouwen
| pos. | atlete                   | land      | tijd    |
| ---- | ------------------------ | --------- | ------- |
| 1    | Lornah Kiplagat          | Nederland | 1:12.28 |
| 2    | Nadja Wijenberg          | Nederland | 1:16.42 |
| 3    | Irma Heeren              | Nederland | 1:16.47 |
| 4    | Petra Drajzajtlova       | Tsjechië  | 1:18.05 |
| 5    | Jane Rotich              | Kenia     | 1:19.28 |
| 6    | Annelieke van der Sluijs | Nederland | 1:19.37 |
| 7    | Anne van Schuppen        | Nederland | 1:19.56 |
| 8    | Vivian Ruijters          | Nederland | 1:21.49 |
| 9    | Jana Biolkova            | Tsjechië  | 1:22.45 |

1973 ·
1974 ·
1975 ·
1976 ·
1977 ·
1978 ·
1979 ·
1980 ·
1981 ·
1982 ·
1983 ·
1984 ·
1985 ·
1986 ·
1987 ·
1988 ·
1989 ·
1990 ·
1991 ·
1992 ·
1993 ·
1994 ·
1995 ·
1996 ·
1997 ·
1998 ·
1999 ·
2000 ·
2001 ·
2002 ·
2003 ·
2004 ·
2005 ·
2006 ·
2007 ·
2008 ·
2009 ·
2010 ·
2011 ·
2012 ·
2013 ·
2014 ·
2015 ·
2016 ·
2017 ·
2018 ·
2019 ·
2020 ·
2021 ·
2022 ·
2023 ·
2024 ·
2025